# Miloslav Uličný
Miloslav Uličný (18. července 1942, Pravčice – 5. června 2023) byl český romanista, vysokoškolský pedagog, básník a překladatel ze španělštiny, italštiny, angličtiny, portugalštiny a katalánštiny.

## Život
Roku 1959 maturoval na Střední všeobecně vzdělávací škole v Kroměříži a pak pracoval rok jako soustružník v podniku Pal Magneton. V letech 1960–1965 vystudoval španělštinu a italštinu na Filozofické fakultě Univerzity Karlovy a jako třetí obor portugalštinu. Studoval také katalánštinu a postgraduálně v letech 1966–1968 estetiku. Roku 1982 získal titul doktora filozofie.
Roku 1965 pracoval v Československé tiskové kanceláři, v letech 1966–1971 byl zaměstnán jako překladatel v Československém rozhlasu, v letech 1971–1973 působil v Díle, podniku Českého fondu výtvarných umění a pak do roku 1980 v Orientálním ústavu Akademie věd Československé republiky. Mezi lety 1981–1993 se věnoval překladatelské činnosti ve svobodném povolání.
Roku 1993 začal pracovat jako odborný asistent Ústavu translatologie na Filozofické fakultě Univerzity Karlovy, kde přednášel dějiny španělské a hispanoamerické literatury a vedl semináře uměleckého překladu. Roku 2006 se stal v oboru translatologie docentem. Absolvoval také řadu zahraničních stáží a zúčastnil se mnoha mezinárodních konferencí. Byl rovněž vedoucím Klubu kultury překladu, kde od roku 1994 organizoval veřejné přednášky, zaměřené na problematiku překladatelské práce. Roku 2012 odešel do důchodu a v Ústavu translatologie FF UK působil jako externista.
Je autorem řady odborných statí a článků, publikovaných v českých i zahraničních časopisech, dále více než dvaceti předmluv a doslovů k vlastním překladům a také několika desítek recenzí. Těžištěm jeho překladatelské činnosti jsou překlady krásné literatury, především španělské, ale přeložil také přes 300 filmů, televizních inscenací a seriálů z různých jazyků pro dabing nebo pro podtitulkování a vytvořil také titulky k dvanácti televizním inscenacím italských oper. Vydal také devět sbírek vlastních básní a jednu knihu povídek. Psal rovněž fejetony a úvahy a pro rozhlas připravuje literární pořady.
Zemřel nad ránem 5. června 2023 v necelých 81 letech.

## Ocenění
- 1991: Medaile Centra hispanistických básnických studií v Madridu („za šíření poezie španělského jazyka“).[2]
- 1992: Překladatelská prémie Ceny Josefa Jungmanna za titul Stín ráje, tisíc let španělské poezie.[5]
- 1994: Překladatelská prémie Ceny Josefa Jungmanna za titul Píseň o Cidovi.[5]
- 2001: Tvůrčí odměna Ceny Josefa Jungmanna za titul Španělské romance.[5]
- 2004: Krameriův vinš Obce překladatelů za vedení Klubu kultury překladu.[6]
- 2006: Mimořádná tvůrčí odměna Ceny Josefa Jungmanna za titul Heroldové jasu.[5]
- 2009: Nakladatelská cena za nejlepší překlad, vydaný v Mladé frontě roku 2008 (za titul Ráj a peklo lásky).[2]
- 2012: Udělení čestného členství Jednotou tlumočníků a překladatelů za celoživotní přínos překladu literatury hispánské oblasti, dlouholetou pedagogickou činnost a organizaci i moderování více než šedesáti pořadů Klubu kultury překladu.[7]
- 2015: Řád za občanské zásluhy s hodností komtura udělený španělským králem Filipem VI.[2]
- 2018: Mimořádná tvůrčí odměna Ceny Josefa Jungmanna za titul Pražské romancero.[5]

## Dílo

### Básnické sbírky
- První brázda (1977).
- Druhý pokus (1981).
- Třetí možnost (1990).
- Nervy v kýblu (1990).
- Čtvrtá třetina (1991).
- Nultá série (1992).
- Achillova pátá (1995).
- Šesté prokázání (2008).
- Sedmé (po)zastavení (2017).

### Próza
- Příhody a nehody Jaroše Konečníka  (2017), povídky.

### Odborné knihy
- Historia de las traducciones checas de literaturas de España e Hispanoamérica, Praha: Karolinum 2005.
- České verze Cervantesova Dona Quijota (1864-2015), Praha: Nová vlna 2016.

### Překlady

#### Překlady z angličtiny
- William Shakespeare: Sonety,	Praha: Mladá fronta 2005.

#### Překlady z italštiny
- Francesco Petrarca: Sedm sonetů, časopisecky, Literární noviny, 26. 7. 2004.

#### Překlady z katalánštiny
- Joan Salvat-Papasseit: Malý vůz, Praha: Ivo Železný 1999
- V Barceloně, velkém městě, sto katalánských romancí, Praha: Nová vlna 2015.

#### Překlady z portugalštiny
- Prstýnek od přítele, Medailon a verše galicijských trubadúrů, Literární příloha deníku Telegraf, 31. 7. 1993.

#### Překlady ze španělštiny
- Pablo Neruda: Sídlo na zemi, Praha: Odeon 1976.
- Obrys mušle, poezie španělské avantgardy, Praha: Československý spisovatel 1979.
- Federico García Lorca: Uzavřený ráj, Praha: Odeon 1983.
- Osmdesátý poledník, kubánská poezie 20. století, Praha: Melantrich 1984.
- Gustavo Adolfo Bécquer, výbor z veršů, Ztichlá harfa, Praha: Odeon 1986.
- Meč i růže, španělské romance o hrdinství a lásce, Praha: Mladá fronta 1986.
- Federico García Lorca: Hry a hříčky, spolupřekladatel Antonín Přidal, Praha: Odeon 1986.
- Sluneční hodiny, sto let mexické poezie, Praha: Práce 1988.
- Federico García Lorca: Krev noci, Praha: Mladá fronta 1991.
- Stín ráje, tisíc let španělské poezie, .Praha: Práce 1992.
- Luis de Góngora y Argote: Plody Tantalovy, Praha: Mladá fronta 1994.
- Píseň o Cidovi, Praha: Práce 1994.
- Jorge Manrique: Naše životy jsou řeky, Kostelní Vydří: Karmelitánské nakladatelství 1996.
- Gustavo Adolfo Bécquer, Sloky, Praha: Mladá fronta 1998.
- Romance o Cidovi, Praha: Ivo Železný 1999.
- Španělské romancero, Praha: Ivo Železný 2001.
- Ďábel Svět, poezie španělského romantismu, Praha: Ivo Železný 2004.

- Heroldové jasu, španělští básníci 18. století. Praha: Ivo Železný 2006.
- Federico García Lorca: Cikánské romance, Praha: Triton 2007.
- Ráj a peklo lásky ve španělských zpěvnících z 15. století, Praha: Mladá fronta 2008.
- Federico García Lorca: Eseje, Praha: Triton 2009.

- Terezie od Ježíše: Sebe ve mně hledat musíš, Kostelní Vydří: Karmelitánské nakladatelství 2015.
- Jan od Kříže: Toužím uhasit svou žízeň, Kostelní Vydří: Karmelitánské nakladatelství 2016.
- Pražské romancero, sto španělských romancí, Praha: Argo 2018.
- Pětihvězdí španělských sonetistů, Praha: Nová vlna 2018.
- Nová kytice ze starých španělských romancí, Praha: Nová vlna 2019.